# マンローランドゴスウェブシステムズジャパン
マンローランドゴスウェブシステムズジャパン株式会社は、新聞及び商業オフセット輪転機及び関連機器の設計・製造・販売・サービスを行うメーカー。
旧社名は、株式会社ゴスグラフィックシステムズジャパン。
米国ゴスインターナショナルのグループ会社として設立され、"GOSS"のブランド名として知られる。
海外のグループ各社と連携を取った印刷技術を提供している。

## 概要
国内外の印刷機械市場に商品やサービスを提供している。
ロックウェルグループに買収され、ロックウェルグラフィックシステムズと社名を変更した。
その後、一時ゴスに戻る。収益の悪化や新聞市場の縮小に対応できなかった結果、三菱重工、東京機械製作所にシェアをどんどん奪われいった。環境変化への適応によった希望退職をつのったが、逆に優秀な人材は辞めて行ってしまい、さらにビジネスチャンスとビジネスモデルを構築できずに苦しむ結果となった。工場縮小や売却転地、新規に輪転機を製作する機能を失った結果、現在は部品販売とこれまでなんとか残っている既存の顧客へのアフターサービスで糊口をしのぐいったカスタマーサービスを主力とする組織体系と、小モデルでのビジネス販売とした商業印刷に手を広げる体系となっている。
2018年8月17日、親会社でアメリカのゴスインターナショナル社がドイツのマンローランドウェブシステム社に買収され、マンローランドゴスウエブシステムズジャパン株式会社として、存続を保っている。

## 沿革
アメリカで1885年創業した総合印刷機械メーカー、ゴス・インターナショナルのグループ会社として1972年に設立された。
2018年8月17日、親会社米国のゴスインターナショナルとドイツのマンローランドウェブシステムズが合併し、グループ会社も社名を変更。

## ネットワーク

### 国内拠点
- 【本社 ･ 工場】 〒350-1328　埼玉県狭山市広瀬台３丁目７－４（狭山工業団地・2017年1月に広瀬台２丁目５番１５号より移転）

## 関連
- 印刷